# Maiergschwendt

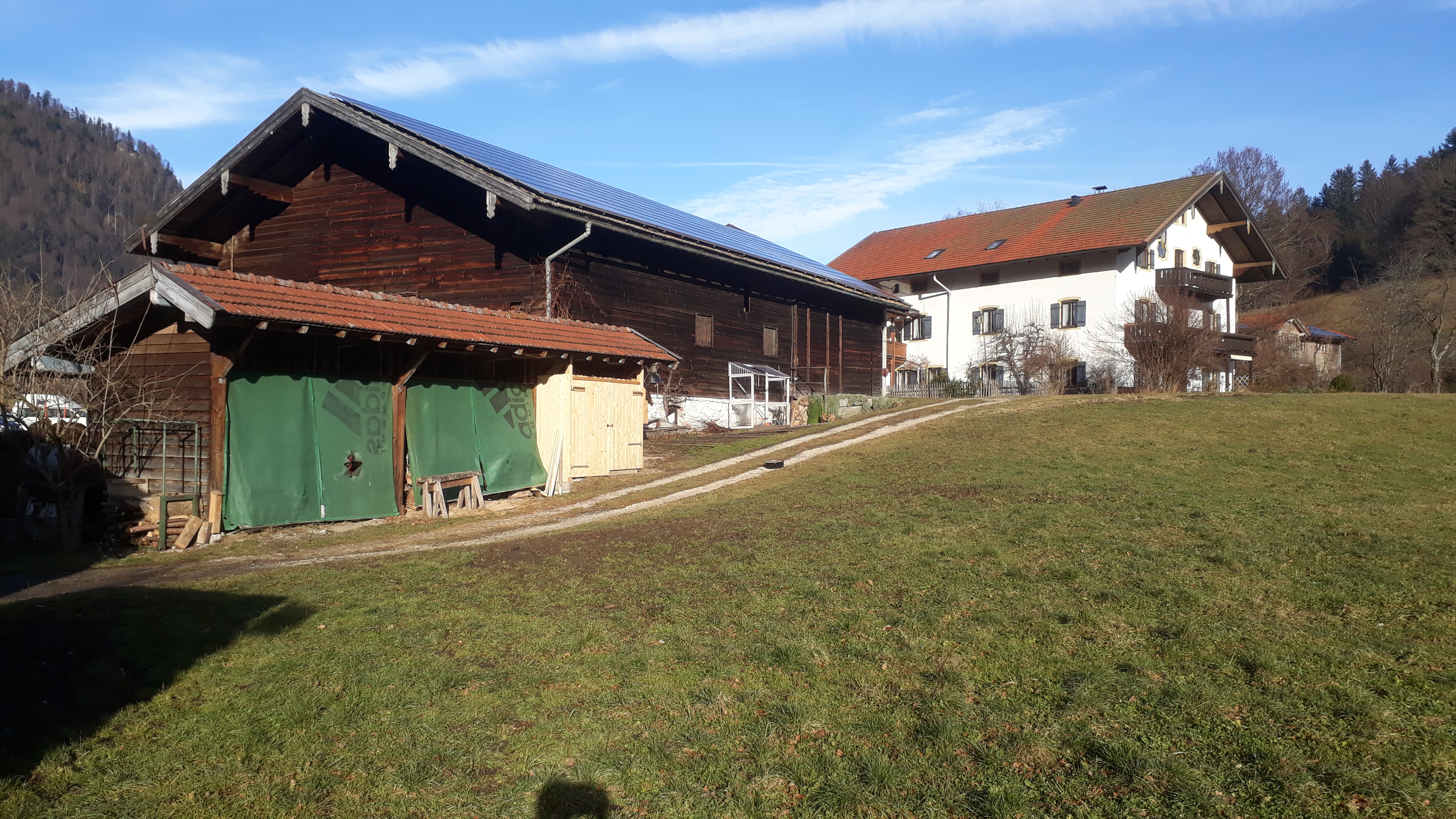
Maiergschwendt von Süden

Maiergschwendt (bairisch Moaragschwend) ist ein Gemeindeteil der Gemeinde Ruhpolding im Landkreis Traunstein (Oberbayern, Bayern).

## Etymologie
Maiergschwendt ist zusammengesetzt aus Maier bzw. Meier, dem Verwalter einer Landwirtschaft, und dem Rodungsnamen Gschwendt. Meier geht auf das Lateinische maior – größer, höher – zurück. Das Kollektivum Gschwendt leitet sich ab vom althochdeutschen Verb swendi, Mittelhochdeutsch swende – Schwinden machen des Holzes. Die Rodung erfolgte hierbei ursprünglich durch Entrinden der Bäume, später gesellte sich aber auch Brandrodung hinzu.

## Geographie

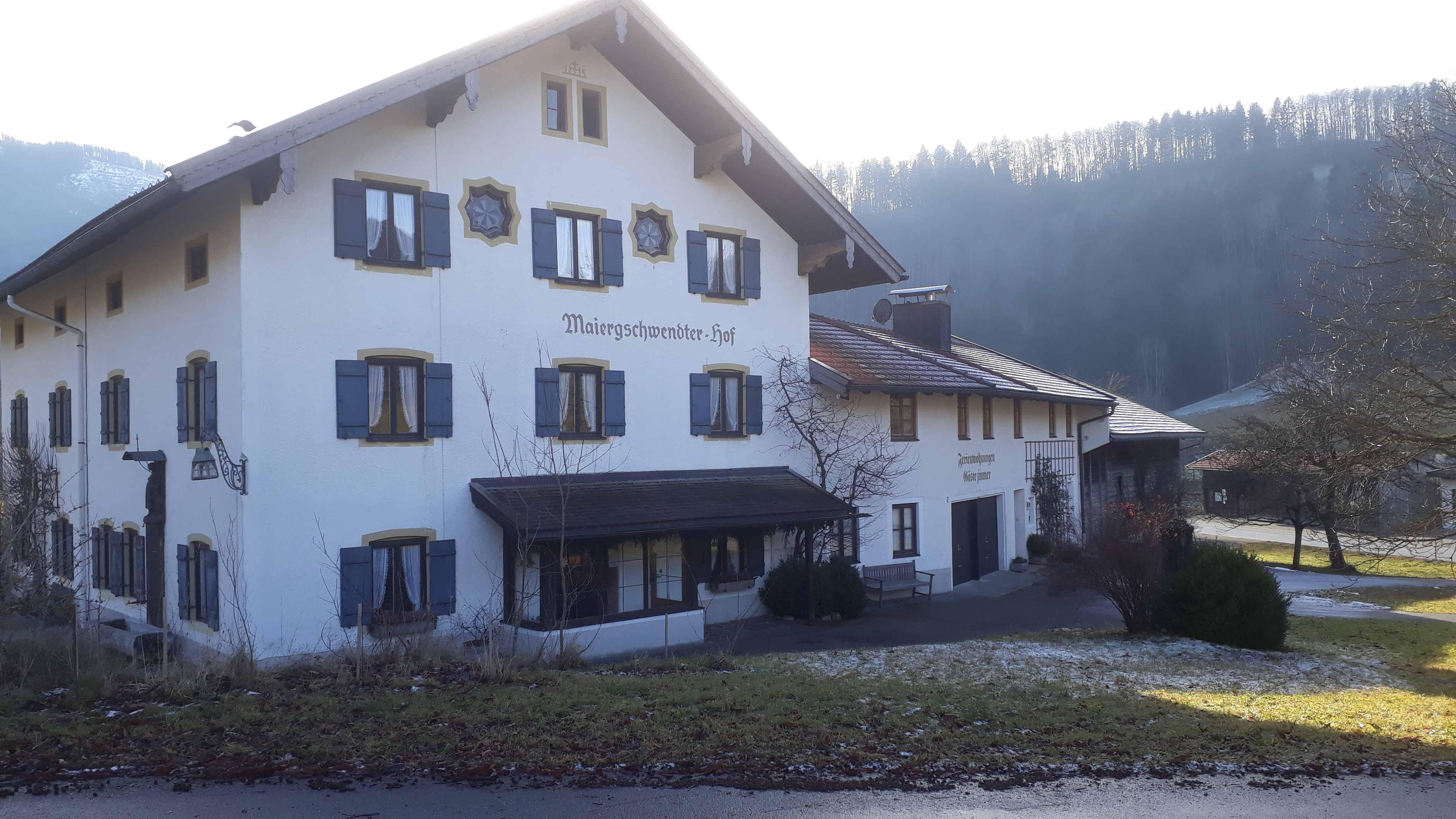
Der Maiergschwendter Hof von Nordosten

Die der Gemarkung Ruhpolding angehörende Ortschaft liegt auf knapp 710 m ü. NHN, etwa 1,7 Kilometer südwestlich des Ortskerns von Ruhpolding (Bahnhof) am Südwestabhang des 772 Meter hohen Adlerhügels. Sie befindet sich in einer Einsattelung zwischen dem Adlerhügel im Osten und dem Haßlberg (1117 m) im Westen. Nach Nordosten entwässert der Hinterberggraben, der unterhalb des Ruhpoldinger Kirchbergs rechtsseitig in den Steinbach mündet. Die Südseite drainiert der Maiergschwendter Graben, der bei Guglberg vermittels des Mühlbachs in die Urschlauer Achen fließt.
Maiergschwendt wird von folgenden Ruhpoldinger Ortsteilen umgeben:
| Hinterreit | Blicken                                     | Buchschachen |
| Egg        | Kompassrose, die auf Nachbargemeinden zeigt | Mühlwinkl    |
|            | Guglberg                                    | Brandstätt   |

### Zugang
Maiergschwendt liegt unmittelbar östlich der Maiergschwendter Straße (Kreisstraße TS 43), die von Ruhpolding nach Guglberg führt. Die Ortschaft kann auch über Fußwege von Buchschachen im Nordosten und von Brandstätt im Osten erreicht werden.

### Beschreibung
Um den alten Maiergschwendter Hof scharen sich jetzt ein Hotelbetrieb und mehrere Privathäuser. Auf der anderen Straßenseite sind neben einer Liftanlage ein Geschäft für Wintersportartikel (Ski-Shop), zwei Tennisplätze und eine Anlage für den Bogensport vorhanden. Früher stand hier auch noch die Adlerschanze (Skisprungschanze), die aber im Jahr 1965 demontiert wurde.

## Geologie
Geologisch wird Maiergschwendt von würmzeitlichen Vorstoßschottern des Urschlauer-Achen-Gletschers unterlagert. Dieser hatte sich vor dem orographischen Hindernis des Adlerhügels aufgespalten und mit seinem linken Seitenast den Adlerhügel umflossen. Die Vorstoßschotter werden weiter hangaufwärts von Grundmoränenmaterial desselben Gletschers abgelöst. Am Adlerhügel selbst ist Anstehendes gegenwärtig, hierbei handelt es sich um Gesteine der Branderfleck-Formation des Cenomaniums. Sie werden zur Allgäu-Decke des Bajuvarikums gestellt. Die Branderfleck-Formation kann konglomeratisch auftreten – so wird beispielsweise der Adlerhügel mittig von einem Konglomeratband in Ostnordost-Richtung durchzogen. Branderfleck-Konglomerate erscheinen auch südlich von Maiergschwendt am Guglberger Mühlfeld unterhalb einer deutlichen Terrasse in den Vorstoßschottern. Von der Maiergschwendter Straße zweigt südwärts ein Weg in Richtung Haßlberg ab. Er berührt die unterkretazische Schrambach-Formation und trifft nach Durchqueren der Lechtal-Deckengrenze auf den Steinbruch des oberjurassischen Ruhpoldinger Marmors.

## Ökologie
Unmittelbar nördlich von Maiergschwendt schließt sich das FFH-Gebiet der Extensivwiesen um Ruhpolding an. Ihre Teilfläche Maiergschwendt erstreckt sich zwischen Buchschachen im Nordosten und Maiergschwendt im Südwesten und umgürtet den Adlerhügel hufeisenförmig auf seiner Nordseite. Ihre Westgrenze zur Teilfläche Hinterreit bildet die TS 43. Das Schutzgebiet ist in Ost-West-Richtung gut 500 Meter lang und maximal 230 Meter breit. Es befindet sich auf einer Höhenlage von 700 bis 750 Meter und umfasst die Lebensraumtypen Flachland-Mähwiese (mehrheitlich), Berg-Mähwiese und ein kleines kalkreiches Niedermoor. Hierin eingeschlossen sind außerdem kleinere Streifen wertvoller Biotope. Schützenswert sind außerdem die in Maiergschwendt verteilt stehenden Obstbäume.

## Sport
Unter den oben bereits angeführten Sportstätten (Skilift, Tennisplätze, Bogenschießen) hat die jetzt nicht mehr existierende Adlerschanze historische Bedeutung. Auf ihr wurde im Jahr 1940 die Deutsche Meisterschaft im Skisprung ausgetragen. Sie war außerdem 1963 Austragungsort der 46. Deutschen Nordischen Skimeisterschaften. Hier sprangen die Teilnehmer der Nordischen Kombination, wohingegen die Spezialspringer die Große Zirmbergschanze benutzten. Damaliger Gewinner bei den Kombinierern war Georg Thoma. Der Weitenrekord auf der Adlerschanze lag bei 61 Meter.